# SAVDA
La SAVDA, acronimo di Società Autoservizi Valle d'Aosta (in francese, Société d'autoservices de la Vallée d'Aoste), è la società che gestisce il trasporto pubblico nella regione Valle d'Aosta.
La società ha sede a Aosta e, dal 2016, è parte del Gruppo Arriva. A partire dal 1º gennaio 2021, SAVDA è stata fusa per incorporazione in Arriva Italia, che la sostituisce come operatore del servizio. 
Nata nel 1947 ha assunto la configurazione attuale nel 1960 ed è titolare di una concessione regionale che le consente di gestire circa il 50% del trasporto pubblico su gomma. Per quanto riguarda invece il trasporto pubblico cittadino del capoluogo la concessionaria è la SVAP.

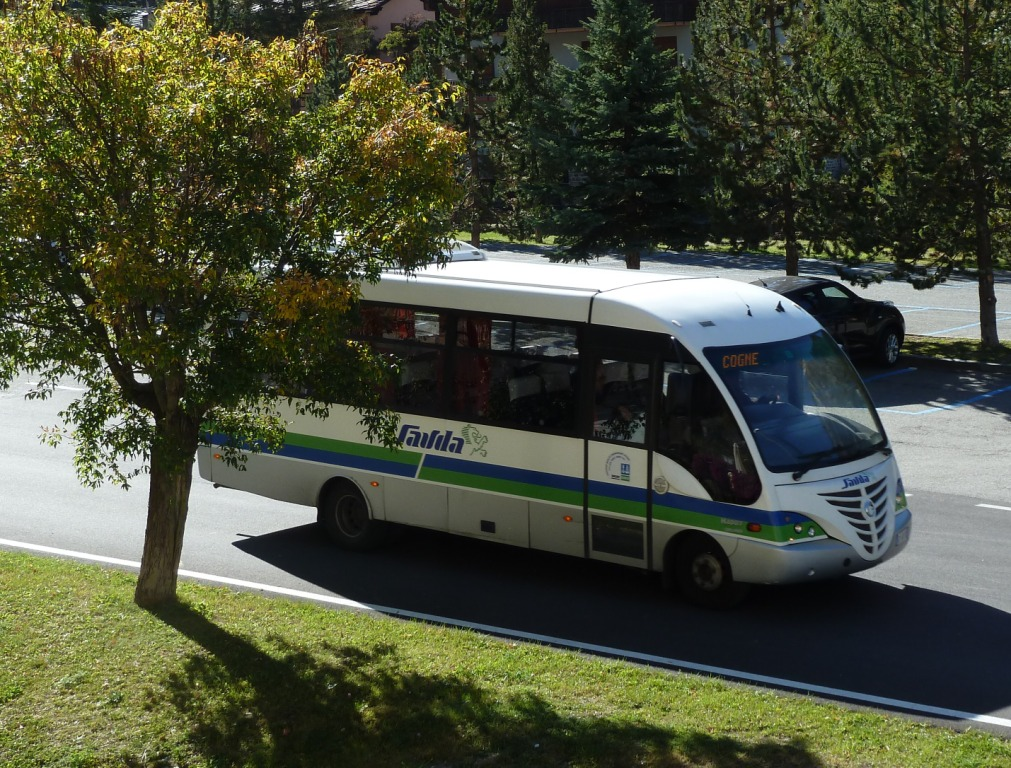
Navetta in servizio sulla linea Lillaz-Cogne

Le sue attività si sono espanse anche al di fuori del territorio regionale assumendo, in toto o parzialmente, il controllo di diverse altre linee di autoservizi oltre che in alcune agenzie di viaggi.
La flotta dichiarata di autobus è di circa 110 esemplari.